# 862

## Догађаји
- Варјази (звани Руси), под вођством Рјурика, викиншког вође, стижу у Старају Ладогу. Он гради трговачко насеље у близини данашњег Новгорода, и оснива династију Рјурикова. Почетак руске државности. Летописни датум „позива Варјага”, према „Повест минулих лета”, посланство Чуда, Веса, Илменских Словена и Кривича, народа раздвојених међусобним ратовима уједињени су под Рјуриком.
- Викинзи предвођени Велундом су заробљени крај Трилбарда (северна Француска) и покоравају се краљу Карлу Ћелавом. Велунд и његова породица прихватају хришћанство пре него што напусте Неустрију.
- Робер Јаки, маркгроф Неустрије, заробљава 12 викиншких бродова и убија њихову посаду.
- Викинзи пљачкају Келн.
- Први пут се помињу у „Повест минулих лета”: градови Муром, Полотск, Смоленск, Ростов, Белозерск, Изборск и други.
- Константин Филозоф (Свети Ћирило) редигује старословенско писмо од 42 слова (ћирилично писмо) као средство за боље разумевање Светог писма и ширења писмености Срба и осталих Словена.
- На Ширакаванском сабору се састају представници Јерменске, Византијске и Западно-Сиријске Цркве да разговарају о црквеној унији. Иако то није постигнуто, формулише се споразум који омогућава мирну коегзистенцију православних и нехалкидонаца на византијско-јерменској граници.

## Рођења
- Карломан Француски, краљ Француске († 884)